# Choristoneura freemani
Choristoneura freemani es una especie de polilla del género Choristoneura, tribu Archipini, subfamilia Tortricinae. Fue descrita científicamente por Razowski en 2008.

## Distribución
Se distribuye por América del Norte: Estados Unidos.